# Yannick Manoo
Yannick Manoo (7 luglio 1991) è un calciatore seychellese, difensore del Saint-Michel United e della nazionale seychellese.

## Carriera

### Club
Dal 2013 gioca al Saint-Michel United, con cui ha vinto due campionati e una coppa nazionale.

### Nazionale
Ha esordito in nazionale nel 2013, in una partita del primo turno della COSAFA Cup 2013 persa 4-2 contro la Namibia. Ha partecipato anche alle edizioni 2015, 2016 e 2019 dello stesso torneo.

## Palmarès

### Club

#### Competizioni nazionali
- Campionato seychellese: 2

Saint-Michel United: 2014, 2015
- Coppa delle Seychelles: 1

Saint-Michel United: 2016